# Wereldkampioenschap voetbal 2002 (Groep B) Zuid-Afrika - Slovenië
Deze pagina is een subpagina van het artikel Wereldkampioenschap voetbal 2002. Hierin wordt de wedstrijd in de groepsfase in groep B tussen Zuid-Afrika en Slovenië gespeeld op 8 juni 2002 nader uitgelicht. Zuid-Afrika won de wedstrijd met 1-0 van Slovenië.

## Voorafgaand aan de wedstrijd
- Zuid-Afrika en Slovenië speelden nooit eerder tegen elkaar, dit was de eerste keer.
- Op de FIFA-wereldranglijst van mei 2002 stond Zuid-Afrika op de 37ste plaats,  Slovenië op de 25ste plaats.[1]

## Wedstrijdgegevens
| Datum                | 8 juni 2002                    | 8 juni 2002                    |
| Stadion              | Daegu World Cup Stadion, Daegu | Daegu World Cup Stadion, Daegu |
| Toeschouwers         | 47.226                         | 47.226                         |
| Scheidsrechter       | Ángel Sánchez                  | Ángel Sánchez                  |
| Assistenten          | Jorge Rattalino Ali Al-Traifi  | Jorge Rattalino Ali Al-Traifi  |
| Vierde man           | Jan Wegereef                   | Jan Wegereef                   |
| Man van de wedstrijd | Quinton Fortune                | Quinton Fortune                |
|                      | Zuid-Afrika                    | Slovenië                       |
| Doelpunten           | 1                              | 0                              |
| Gele kaarten         | 2                              | 4                              |
| Rode kaarten         | 0                              | 0                              |
| Wissels              | 3                              | 3                              |
| Schoten op doel      | 7                              | 0                              |
| Schoten naast doel   | 0                              | 0                              |
| Overtredingen        | 20                             | 16                             |
| Hoekschoppen         | 6                              | 6                              |
| Buitenspel           | 4                              | 2                              |
| Strafschoppen        | 0                              | 0                              |
| Balbezit (tijd)      | 0                              | 0                              |
| Balbezit (%)         | 53%                            | 47%                            |

| Zuid-Afrika | 1 – 0                | Slovenië |
| Siyabonga Nomvethe 4' | doelpunten (assists) | |
| Jomo Sono | bondscoach           | Srečko Katanec |
| Andre Arendse Cyril Nzama Lucas Radebe Bradley Carnell MacBeth Sibaya Quinton Fortune 84' Teboho Mokoena Siyabonga Nomvethe 71' Sibusiso Zuma Benni McCarthy 80' Aaron Mokoena | opstellingen         | Marko Simeunovič Zeljko Milinovic Muamer Vugdalic 60' Aleksander Knavs Dzoni Novak Aleš Čeh Miran Pavlin Mladen Rudonja 60' Milenko Ačimovič Amir Karič 41' Sebastijan Cimirotic |
| Delron Buckley 71' George Koumantarakis 80' Jabu Pule 84' | wissels              | 41' Milan Osterc 60' Nastja Čeh 60' Spasoje Bulajic |
| Lucas Radebe 12' Teboho Mokoena 59' | gele kaarten         | 35' Muamer Vugdalic 52' Zeljko Milinovic 62' Aleš Čeh 75' Miran Pavlin |
| | rode kaarten         | |